# Oskar Kokoschka

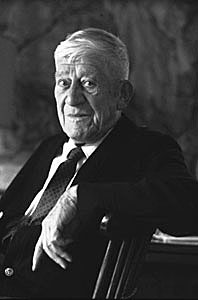
Oskar Kokoschka in 1963
(foto: Erling Mandelmann)

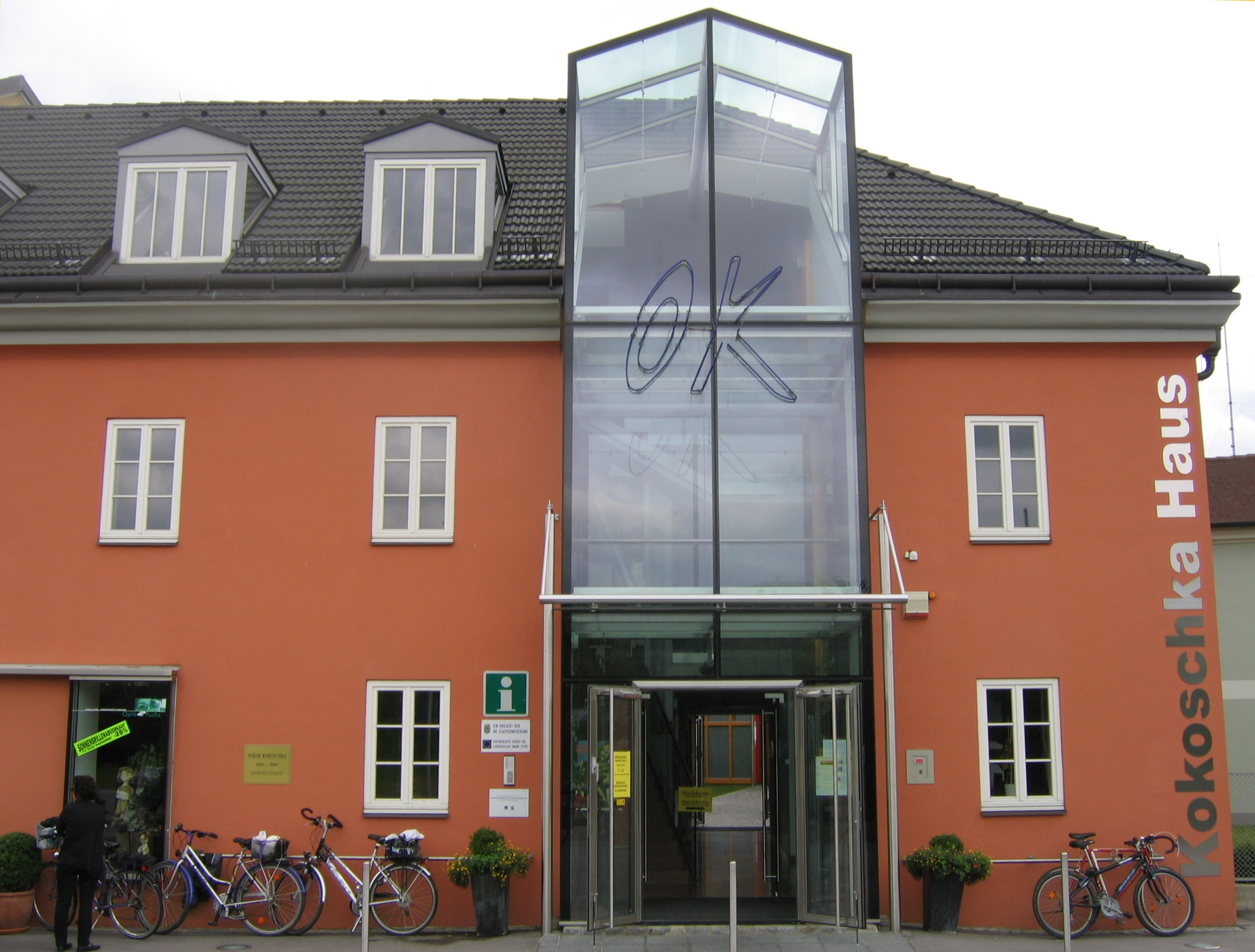
Geboortehuis van Oskar Kokoschka in Pöchlarn

Oskar Kokoschka (Pöchlarn, 1 maart 1886 – Montreux, 22 februari 1980) was een Oostenrijks kunstenaar: schilder, graficus en schrijver.

## Levensloop
Kokoschka werd geboren in Pöchlarn aan de Donau. Hij stamde uit een Praagse Tsjechische familie, als tweede van vier kinderen. Zijn vader was goudsmid.

### Opleiding
In Wenen kreeg hij na zijn middelbare school, een beurs voor de Kunstgewerbeschule en schreef zich onder andere in voor de vakken tekenen, grafiek en kunstgeschiedenis. Vanaf 1905 begon hij zonder formele lessen te schilderen met olieverf. Ook begon hij aan een expressionistisch schilderij. Zijn leraar Gustav Klimt noemde hem na een tentoonstelling in Wenen het grootste talent van de jongere generatie.
Aan de Kunstgewerbeschule waar hij van 1905 tot 1908 studeerde, leerde hij onder meer de architect Adolf Loos kennen, die hem introduceerde bij Karl Kraus, uitgever van het satirische blad Die Fackel. In 1908 schilderde Kokoschka zijn eerste portretten.

In 1909 kwam hij onder de indruk van George Minne, Edward Munch en Vincent van Gogh. Ook beëindigde hij zijn studietijd aan de Kunstschool en verliet hij tevens het kunstenaarscollectief de Wiener Werkstätte. Hij hield zich toen vooral bezig met portretten, theaterstukken en gedichten.

## Werk

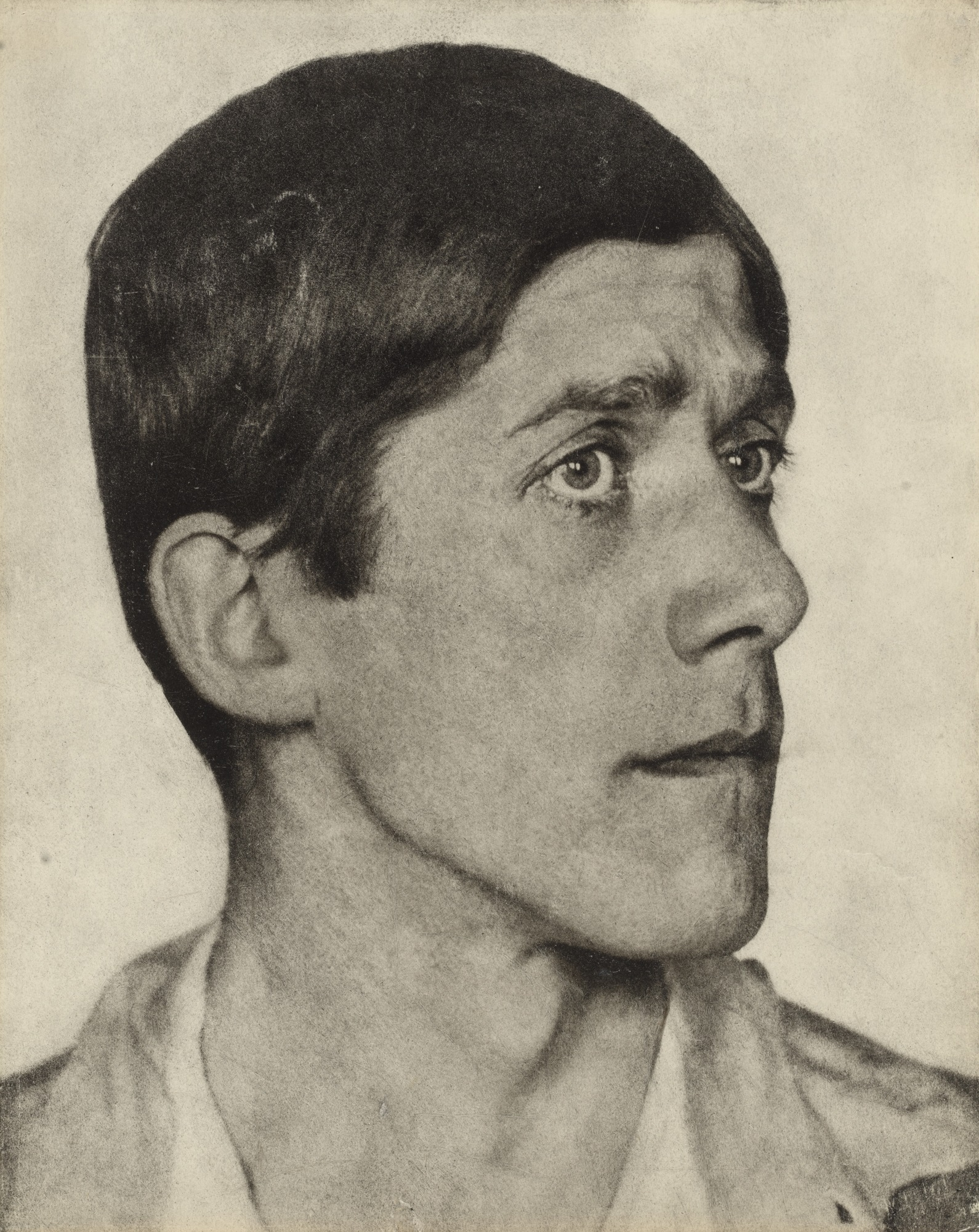
Oskar Kokoschka, foto uit 1919 door Hugo Erfurth

In 1910 kwam Kokoschka in contact met de uitgever van het tijdschrift Der Sturm, dat in de komende jaren het belangrijkste avant-gardetijdschrift in Duitsland op het gebied van kunst en literatuur was. Ook Kokoschka kreeg door het plaatsen van werken hierin meer bekendheid. Iets later organiseerde men de eerste eenmanstentoonstelling van deze schilder.

### Invloeden
In 1911 kwam Kokoschka in contact met Der Blaue Reiter, een avant-gardegroep in München. Hij leerde er de dichter Albert Ehrenstein kennen, met wie hij zijn leven lang bevriend bleef. In 1912 nam hij deel aan de tweede tentoonstelling van de 'Blaue Reiter' in München.
Kokoschka had een onstuimige verhouding met Alma Mahler-Schindler, de weduwe van de componist Gustav Mahler. Hij schilderde haar portret en trok met haar door Italië. Hij maakte voor Alma van 1912 tot 1914 een serie van zeven waaiers, waarop symbolisch het verloop van hun verhouding was weergegeven. Ze beëindigde hun verhouding. Later vernam Alma dat Kokoschka tijdens de Eerste Wereldoorlog gewond was geraakt. Hij herstelde in 1916 en ontdekte dat Alma in 1915 getrouwd was met architect Walter Gropius. Zo geraakte Kokoschka geobsedeerd door Alma, de onbereikbare liefde.
In zijn vroege werken keerde Kokoschka zich snel van de jugendstil af en boog die vormen om in een expressionistische taal. Naast illustratief werk ontstonden als vroege hoofdwerken psychologisch-visionaire portretten in een dramatisch-nerveuze schildertrant.
De figuur en het psychologische portret bleven altijd het middelpunt vormen van zijn scheppen, zowel in schilderijen als in zijn omvangrijke grafische oeuvre. Het is een feit dat de schilderijen en vooral de portretten van Kokoschka de meer verborgen instincten van de mens niet verhullen maar juist ontmaskeren, en daardoor een begrijpelijke beweging van verzet oproepen. Het belangrijkste vroegste werk was De bruid van de wind, een reflectie op zijn uiteindelijk onbeantwoord gebleven liefde voor Alma Mahler.
In 1918 maakte hij kennis met Hermine Moos, die poppen sneed. Hij bestelde een levensgrote pop met de trekken van Alma Mahler en maakte verscheidene werken naar deze pop. Door een reis naar Florence raakte hij gefascineerd door het werk van Michelangelo. Zo ontstonden vele aquarellen.
Onder invloed van het fauvisme, de Duitse expressionisten en de Blaue Reiter werd de kleuromgeving helderder, de verf pasteuzer en de penseelvoering rustiger, maar zijn werk bleef onderhevig aan stilistische fluctuaties.
Na herstel van zijn oorlogsverwondingen leerde Kokoschka in Dresden de vriendenkring kennen van Käthe Richter en portretteerde hen.
In 1924 vestigde hij zich in Parijs, waar hij tussen zijn vele reizen regelmatig zou terugkeren. Hij reisde onder meer naar Zuid-Frankrijk, Spanje, Portugal, Nederland en Engeland, en ook naar Istanbul, Jeruzalem en Noord-Afrika, Schotland, Ierland en Italië. Deze reizen inspireerden hem tot landschappen en nieuwe portretten. Hij raakte ook erg geboeid door de oude meesters Breughel en Altdorfer.
Na 1924 begon de lange reeks landschappen en stadsgezichten, die deels sterk gecomprimeerde overzichten van plaatsen tonen en deels slechts representatieve pronkstukken zijn. Op het nationaalsocialisme en oorlog antwoordde Kokoschka met allegorische beelden en met het Zelfportret van een ontaard kunstenaar.

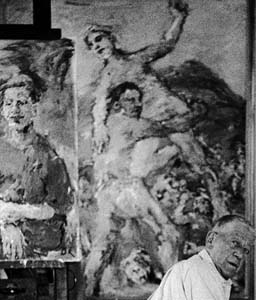
Oskar Kokoschka voor een van zijn werken, in 1963 (foto: Erling Mandelmann)

In 1931 gaf hij zijn woning in Parijs op en keerde hij terug naar Wenen, maar verliet de stad weer na de Starhemberg-putsch van 1934 en verhuisde zoals vele Tsjechische emigranten naar Praag, waar hij onder meer een portret van president Masaryk schilderde. In de winter van 1934 leerde hij zijn latere vrouw kennen, Olda Palkovska. In 1937 nam de regering 417 van zijn werken in beslag.
Vóór de annexatie van Tsjechoslowakije vluchtte hij op een door de Tsjechische politicus Jan Masaryk verstrekt paspoort naar Londen, waar hij landschappen schilderde en natuurstudies maakte.
Tijdens de Tweede Wereldoorlog onderhield hij in zijn Engelse ballingschap nauwe banden met Tsjechische emigranten. Na de oorlog werd hij lid van de vluchtelingenorganisatie Společnost pro vědy a umění (Maatschappij voor Wetenschap en Kunst).
Na de oorlog volgden nog meer stadsgezichten en als grote opdracht ettelijke decorontwerpen. Belangrijk zijn de grote mythologische schilderijen als de Prometheussage en Thermoplylae. In deze werken en in zijn gehele latere oeuvre komt Kokoschka tot een zeer persoonlijke variant van het expressionisme: de kleurgeving is krachtig en de losjes gevoerde composities stroken met de onrustige, effectvolle penseelvoering. Grote humanistische thema's namen ook in zijn grafiek steeds meer plaats in.
In Amerika kreeg hij steeds meer respons, onder meer met een tentoonstelling in New York (1940). In de oorlogsperiode ontstonden werken met politiek-allegorische thema's, naast landschappen, bloemaquarellen en portretten. Hij is actief betrokken bij anti-naziorganisaties. Vanaf 1947 volgden er bijna elk jaar tentoonstellingen in Europa en de Verenigde Staten.
In 1953 verhuisde hij naar Villeneuve aan het Meer van Genève. In dat jaar richtte hij de 'Internationale Sommerakademie für Bildende Kunst Salzburg' en noemt zijn instituut kortweg „Schule des Sehens“. Hij schiep hiermee een internationale ontmoetingsplaats voor mensen van verschillende (sociale) achtergronden, disciplines en leeftijden en week daarmee af van de toenmalige traditionele kunstacademies. Binnen elf zomers slaagde hij erin het aantal deelnemers te verhogen van 30 in 1953 tot 250 in 1963. Onder hen ook de Nederlandse beeldend kunstenaar en schrijver Jan Wolkers in 1954 en beeldend kunstenaar Suze ter Gast - Rosse die in 1959, 1961 en 1963 lessen bij hem volgde.
Oskar Kokoschka stierf een week voor zijn 94e verjaardag in een ziekenhuis in Montreux.

## Eerbetoon
Naar aanleiding van zijn 70e verjaardag in 1956 werd in Salzburg de Oskar Kokoschka-prijs ingesteld. De laatste twintig jaar van zijn leven was Kokoschka een succesrijk en gevierd kunstenaar. Voor zijn veelzijdige oeuvre ontving hij verscheidene onderscheidingen, met name de Erasmusprijs in 1960, samen met Marc Chagall, en een eredoctoraat aan de universiteit van Oxford.
Ook werd hij in 1955 met de Grote Oostenrijkse Staatsprijs onderscheiden.

## Werk in openbare collecties (selectie)
- Museum Boijmans Van Beuningen, Rotterdam[1]
- Rijksmuseum Amsterdam[2]
- Museum voor Schone Kunsten (Gent) (Portret van Ludwig Adler)
- Österreichische Galerie Belvedere[3]

## Tentoonstellingen (selectie)
- Oskar Kokoschka - Mensen en beesten van 21 september 2013 tot en met 19 januari 2014 in het Museum Boijmans van Beuningen in Rotterdam[4]
- Lyrische Lijnen. Klimt, Kokoschka en Schiele van 29 juni 2013 tot en met 22 oktober 2013 in het Drents Museum in Assen[5]